# جمعیت شهرستان‌های استان البرز
جمعیت شهرستان‌های استان البرز برپایهٔ سرشماری عمومی نفوس و مسکن سال ۱۳۸۵ خورشیدی:
| ردیف | نام شهرستان | مرکز    | جمعیت     |
| ---- | ----------- | ------- | --------- |
| ۱    | کرج         | کرج     | ۱٬۷۰۹٬۴۸۱ |
| ۲    | ساوجبلاغ    | هشتگرد  | ۱۸۹٬۳۰۵   |
| ۳    | نظرآباد     | نظرآباد | ۱۲۸٬۶۶۶   |
| ۴    | طالقان      | طالقان  | ۲۵٬۷۸۱    |

جمعیت مراکز شهرستان‌های استان البرز برپایهٔ سرشماری عمومی نفوس و مسکن سال ۱۳۸۵ خورشیدی:
| ردیف | نام شهر | شهرستان  | جمعیت     |
| ---- | ------- | -------- | --------- |
| ۱    | کرج     | کرج      | ۱٬۳۷۷٬۴۵۰ |
| ۲    | نظرآباد | نظرآباد  | ۹۷٬۶۸۴    |
| ۳    | هشتگرد  | ساوجبلاغ | ۴۵٬۳۳۲    |
| ۴    | طالقان  | طالقان   | ۳٬۲۸۱     |